# Explosion de Wanggongchang
L'explosion de Wanggongchang est une explosion qui s'est produite le 30 mai 1626 à Pékin, en Chine.

## Explosion
L'explosion a eu lieu le matin du 30 mai 1626 près de l'usine de poudre à canon de Wanggongchang. Les récits contemporains affirment que le bruit de l'explosion a été entendu à 150 km du lieu de l'explosion et des débris ont été soufflés dans un rayon de 30 km. Les victimes auraient été dépouillées de leurs vêtements par la force de l'explosion, l'incident a également entraîné des dégâts causés par le feu.

## Cause
La cause de l'explosion n'a jamais été déterminée de manière concluante. Diverses théories ont été avancées, notamment l'explosion de poudre à canon, un accident de météorite et une explosion de gaz naturel.

## Conséquences
L'explosion provoque la mort d'environ 20 000 personnes. L'empereur Tianqi, au pouvoir à l'époque, a été critiqué par de nombreuses personnes qui ont estimé que l'explosion était une punition céleste. Le prince héritier Xianchong, âgé d'un an, est décédé dans l'explosion.